# Legend (álbum)
Legend é uma coletânea com os maiores sucessos de Bob Marley e sua banda, The Wailers. Contém praticamente todos os seus hits, não incluindo as músicas de caráter político, mas sim reggaes dançantes e com caráter pop, com exceção de algumas faixas como Redemption Song e No Woman, No Cry. Está em 46º lugar na lista de 500 maiores álbuns da revista Rolling Stone.
Desde o seu lançamento em 8 de maio de 1984 até hoje, vendeu mais de 20 milhões de cópias, ganhando 12 discos de platina e 1 de diamante. É o disco de reggae mais vendido da história.

## Faixas

### Lado A
| N.º | Título               | Compositor(es)        | Álbum original | Duração |  |
| 1.  | "Is This Love"       | Marley                | Kaya           | 3:50    |  |
| 2.  | "No Woman, No Cry"   | Marley, Vincent Ford  | Live!          | 7:08    |  |
| 3.  | "Could You Be Loved" | Marley                | Uprising       | 3:57    |  |
| 4.  | "Three Little Birds" | Marley                | Exodus         | 3:00    |  |
| 5.  | "Buffalo Soldier"    | Marley, Noel Williams | Confrontation  | 4:18    |  |
| 6.  | "Get Up, Stand Up"   | Marley, Peter Tosh    | Burnin'        | 3:17    |  |
| 7.  | "Stir It Up"         | Marley                | Catch a Fire   | 5:30    |  |

| Reedição de 2002 |                 |                |                |         |  |
| N.º              | Título          | Compositor(es) | Álbum original | Duração |  |
| 8.               | "Easy Skanking" | Marley         | Kaya           | 2:57    |  |

### Lado B
| N.º | Título                      | Compositor(es)         | Álbum original | Duração |  |
| 1.  | "One Love/People Get Ready" | Marley/Curtis Mayfield | Exodus         | 2:52    |  |
| 2.  | "I Shot the Sheriff"        | Marley                 | Burnin'        | 4:40    |  |
| 3.  | "Waiting in Vain"           | Marley                 | Exodus         | 4:16    |  |
| 4.  | "Redemption Song"           | Marley                 | Uprising       | 3:48    |  |
| 5.  | "Satisfy My Soul"           | Marley                 | Exodus         | 4:30    |  |
| 6.  | "Exodus"                    | Marley                 | Exodus         | 7:40    |  |
| 7.  | "Jamming"                   | Marley                 | Exodus         | 3:31    |  |

| Reedição de 2002 |                      |                   |                |         |  |
| N.º              | Título               | Compositor(es)    | Álbum original | Duração |  |
| 16.              | "Punky Reggae Party" | Marley, Lee Perry | single         | 6:52    |  |

## Certificados
| País                         | Certificação | Vendas     |
| ---------------------------- | ------------ | ---------- |
| Áustria - (IFPI )            | 2× Platina   | 100.000    |
| Bélgica - (BEA)              | Platina      | 50.000     |
| Canadá - (Music Canada)      | 2× Platina   | 200.000    |
| Finlândia - (IFPI Finlândia) | Ouro         | 36,703     |
| França - (SNEP)              | Diamante     | 1.000.000  |
| Alemanha - (BVMI)            | Platina      | 500.000    |
| Itália - (FIMI)              | Ouro         | 30.000     |
| Nova Zelândia - (RIANZ)      | 18× Platina  | 270.000    |
| Noruega - (IFPI)             | Ouro         | 25.000     |
| Suécia - (GLF)               | Ouro         | 270.000    |
| Suíça - (IFPI)               | 3× Platina   | 150.000    |
| Reino Unido - (BPI)          | 6× Platina   | 1.800.000  |
| Estados Unidos - (RIAA)      | 10× Platina  | 10.000.000 |